# Sagan om Tamuli
Sagan om Tamuli, bokserie på tre böcker skriven av David Eddings. Sagan om Tamuli är en fortsättning på trilogin Sagan om Elenien.

## Böckerna i serien
- Kupoler av eld, 1997 (Domes of Fire, 1992)
- De skinande, 1998 (The Shining Ones, 1993)
- Den dolda staden, 1998 (The Hidden City, 1994)